# Individuella idrottsutövare i olympiska sommarspelen 2016
Individuella idrottsutövare i olympiska spelen 2016 är nio tävlande från Kuwait i tre olika sporter, som inte har möjlighet att tävla för sitt eget land då Kuwaits olympiska kommitté är avstängd av Internationella olympiska kommittén på grund av politisk inblandning i Kuwaits idrottsrörelse.